# Грязнов Іван Кенсоринович
Грязнов Іван Кенсоринович (23 січня 1897, село Михайлівський Завод, Пермська губернія, Російська імперія — 29 липня 1938, Москва, СРСР) — радянський воєначальник, комкор (1935). Репресований під час масових політичних репресій в СРСР.

## Біографія
Народився у Пермській губернії у сім'ї голови місцевого кредитного товариства. Закінчив Березівську школу, Єкатиринбурзьку торгову школу і Казанське комерційне училище. Учасник Першої світової війни, у званні прапорщика служив молодшим офіцером роти.
Із 1918 року — в Червоній армії. Спершу командував 2-м Красноуфімським стрілецьким полком, потім 1-м Красноуфімським полком, восени 1918 року очолив стрілецьку бригаду 4-ї стрілецької дивізії.
Із березня 1920 року командував 30-ю стрілецькою дивізією. На чолі її відзначився у боях з військами генерала Врангеля, зокрема під час штурму Перекопу. Потім на чолі дивізії воював з армією Махна.
У 1922—1924 роках — командир 7-го стрілецького корпусу, у 1924—1927 роках — командир 18-го стрілецького корпусу, у 1927—1928 роках — командир 11-го стрілецького корпусу, у 1928—1930 роках — командир 8-го стрілецького корпусу, у 1930 році — командир 6-го стрілецького корпусу. Закінчив Військові командні курси у 1924 і 1927 роках.
У листопаді 1930 — грудні 1931 року — помічник командувача Середньоазійського військового округу, керував каральними операціями РСЧА проти басмачів. У грудні 1931 — грудні 1933 року — заступник начальника Управління механізації та моторизації РСЧА. У грудні 1933 — травні 1935 року — командувач Забайкальської групи військ на Далекому Сході. У травні 1935 — червні 1937 року — командувач Забайкальського військового округу, член Військової ради при народному комісару оборони СРСР. Із 9 червня по 11 серпня 1937 року — командувач Середньоазійського військового округу.
15 серпня 1937 року заарештований органами НКВС. 29 липня 1938 року засуджений до розстрілу, в той же день страчений. Посмертно реабілітований в 1956 році.

## Нагороди
Нагороджений двома орденами Червоного Прапора (1921, 1923), орденом Трудового Червоного Прапора Таджицької РСР, пам'ятним золотим годинником і почесною зброєю.

## Військові звання
- Комкор (20 листопада 1935)